# والرا
والرا (به اسپانیایی: Valera) یک شهر در ونزوئلا است که در تروخیو واقع شده‌است. والرا ۲۲۶٫۴۵ کیلومتر مربع مساحت و ۱۳۵٬۲۱۵ نفر جمعیت دارد و ۶۵۰ متر بالاتر از سطح دریا واقع شده‌است.